# Bunila
Bunila (en hongrois : Bunyila) est une commune du Județ de Hunedoara en Transylvanie, (Roumanie).